# Brudand
Brudand (Aix sponsa) är en amerikansk fågelart inom familjen änder. Den tillhör tillsammans med mandarinand det lilla släktet Aix vars båda arter är små färggranna simänder.

## Utseende

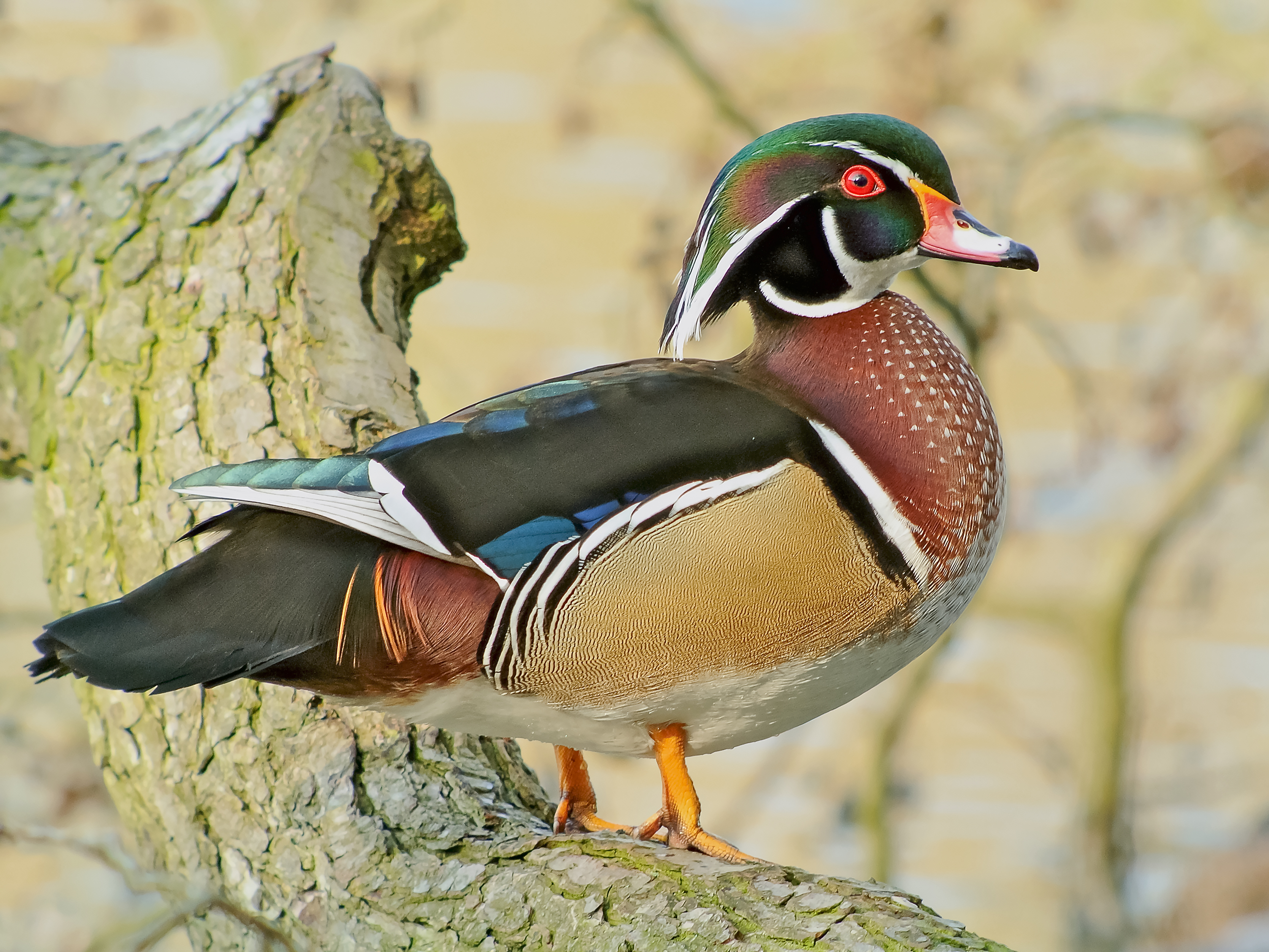
Hane.

Brudanden är mellan 47 och 54 centimeter lång och har ett vingspann på 66 till 75 centimeter. Utseendet varierar beroende på om brudanden är en hane eller hona samt om det är parningstid.
Handjuret har metalliskt blåa, gröna och svarta ovansidor på vingarna med några få vita markeringar. Vingarna undersidor är bruna. Stjärten är svart med en bronsaktig glans. Fjädrarna på sidan om gumpen är långsträckta och röd-lilaktiga med orangea streck. Huvudet och halsen är mestadels svarta med ett regnbågsskimmer av grönt, blått och lila. Ansiktet är markerat med vita linjer från toppen av näbben, över ögonen ner på baksidan av halsen. En till vit linje går från bakom ögonen och ner på halsen. Ögonen är ljust röda medan näbben också är rödaktig med en svart topp samt med en ljusgul rand på undersidan. Benen och fötterna är orange-gula. Hanen väger mellan 544 och 862 g.
Under parningstiden övergår ryggens regnbågsskimmer på hanen till bronsfärgat med gröna och lila toner. Den får en lila hals och bröst med trekantiga fläckar. Bröstet och magen är vitt.
Honan är mer färglös än vad hanen är. Kroppen skiftar till största del mellan oliv-brun och grå. På ryggen är honan lite skimrande i lila, grön eller brons. Nedre delen av bröstet och magen är vita. Bröstet och magen är vitt eller marmorerat i vitt. Huvudet och halsen är grått med inslag av gröna och lila toner. Runt ögonen sitter vita ringar. Näbben är mörkgrå och benen och fötterna är gulaktiga. Honan väger mellan 499 och 862 g.

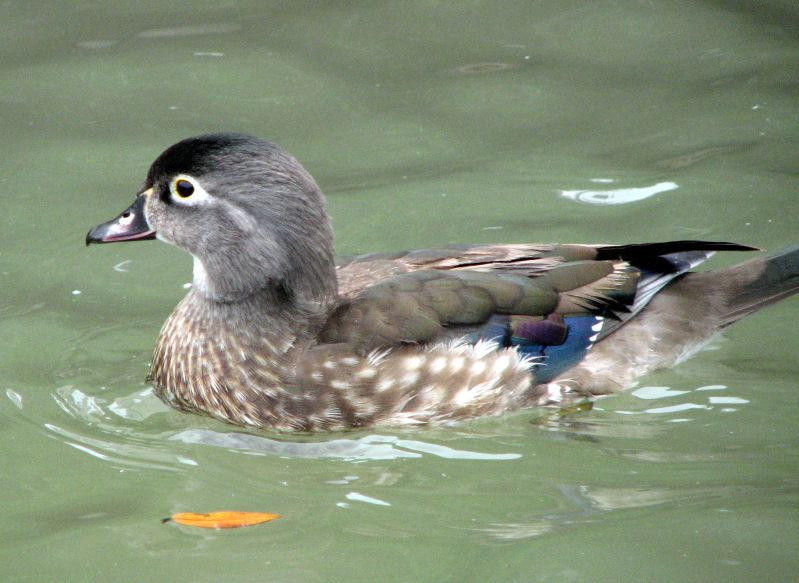
Hona.

## Läten
Lätena återges i engelsk litteratur som ett ljust och tunt "jeweeep" från hanen och från uppskrämd hona, ett genomträngande och grymtande "ooEEK".

## Utbredning och systematik
Brudanden häckar i sötvatten i inlandet i västra, centrala och östra Nordamerika, på Kuba samt lokalt i centrala Mexiko kring floden Nazas. Vintertid når den nordöstra Mexiko och Bahamas. Arten brukar trots sin stora utbredning inte delas upp i några underarter.

### Brudanden i Europa
I Europa finns åtskilliga fynd av brudand, men de allra flesta tros härröra från förrymda individer eller misslyckade inplanteringar. Fynd i Azorerna, där bland annat en individ var ringmärkt i amerikanska North Carolina, samt på Island antas dock ha nått Europa på naturlig väg. Häckningsförsök finns noterade i Storbritannien, Österrike, Belgien, Tyskland och Irland med flera länder.

## Levnadssätt
Brudanden äter frön, ryggradslösa djur och frukt. Den äter helst mat i vattnet men går upp på matjakt på land när det är ont om mat i vattnet. Den håller sig gärna i grunt vatten och dyker ytterst sällan.

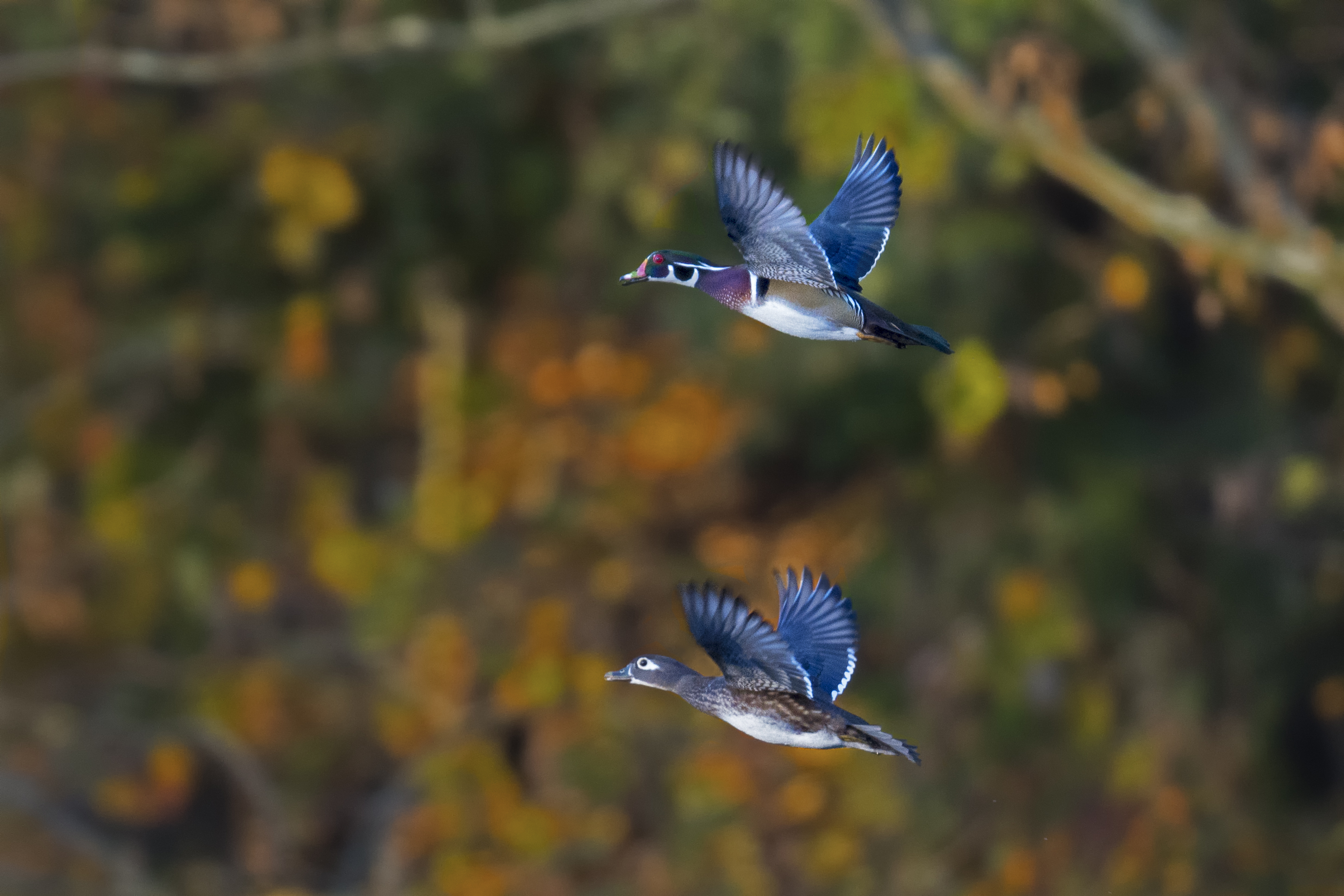
Hane och hona i flykten.

Brudanden är en av få änder som tycker om att sitta i träd. Den har starka klor som den kan greppa pinnar och bark med. Det stora vingspannet och de starka ögonen hjälper också anden att kunna ta sig från träd till träd.
Anden formar sällan flockar utan är monogam. Flockar bildas dock på upp till 1000 individer när det är parningstid. Hanen försvarar honan om fara skulle uppstå. Brudanden har dock inget behov av att försvara sitt territorium.

### Häckning
Under parning utför hanen en parningsdans framför honan i vattnet. Tiden för parningen varierar beroende på var änderna lever. I södra utbredningsområdet sker det oftast mellan januari och februari, medan i norra utbredningsområdet sker det i mars till april. Hanen och honan boar in sig i ett hål i ett träd som gärna ska ligga nära vattnet. Äggen som honan sedan lägger är gräddfärgade och mellan sex och 16 stycken till antalet. Honan ruvar i 25–37 dagar innan äggen kläcks. I vissa fall lägger nu honan en ny omgång ägg.

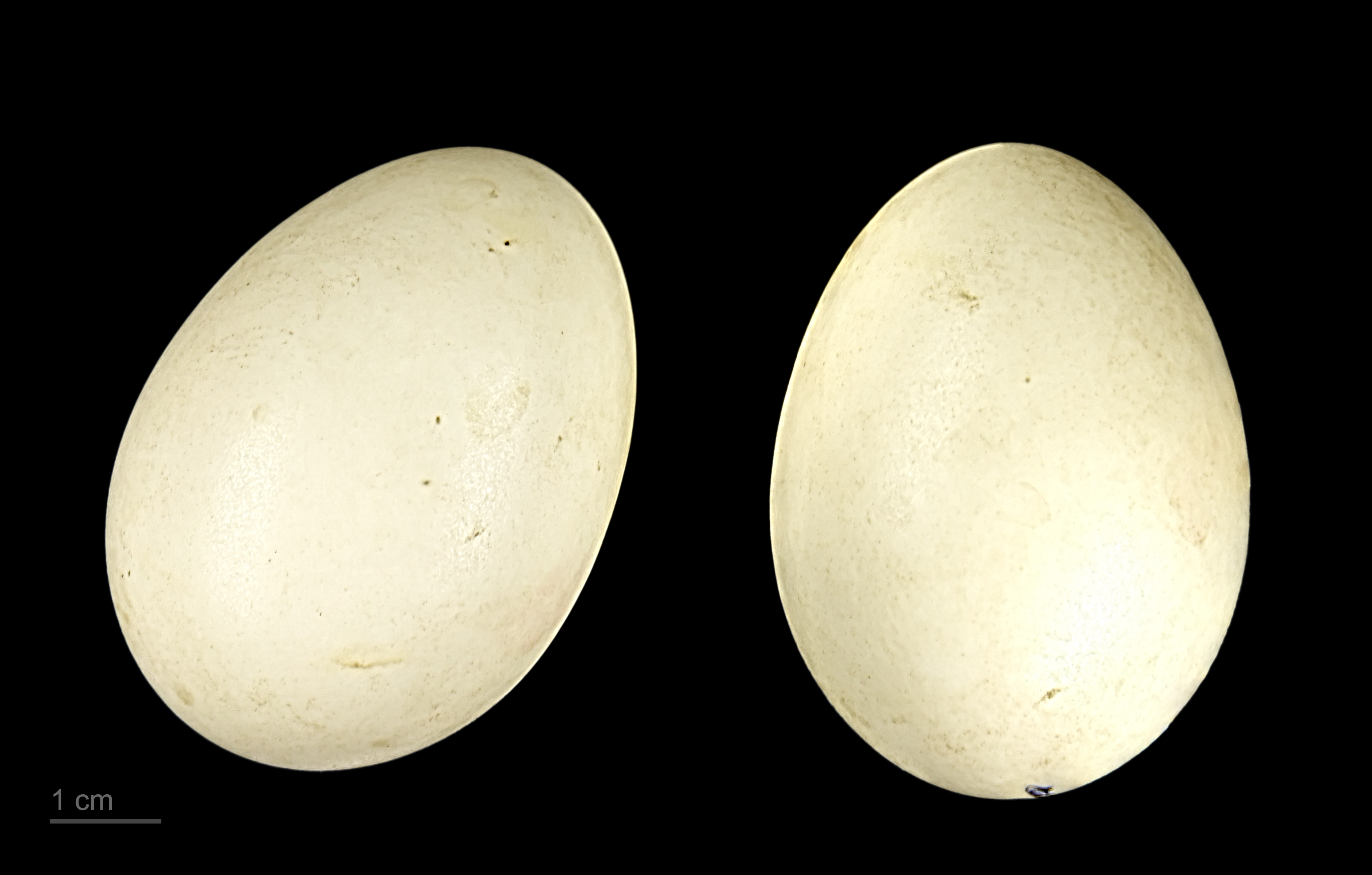
Brudandens ägg.

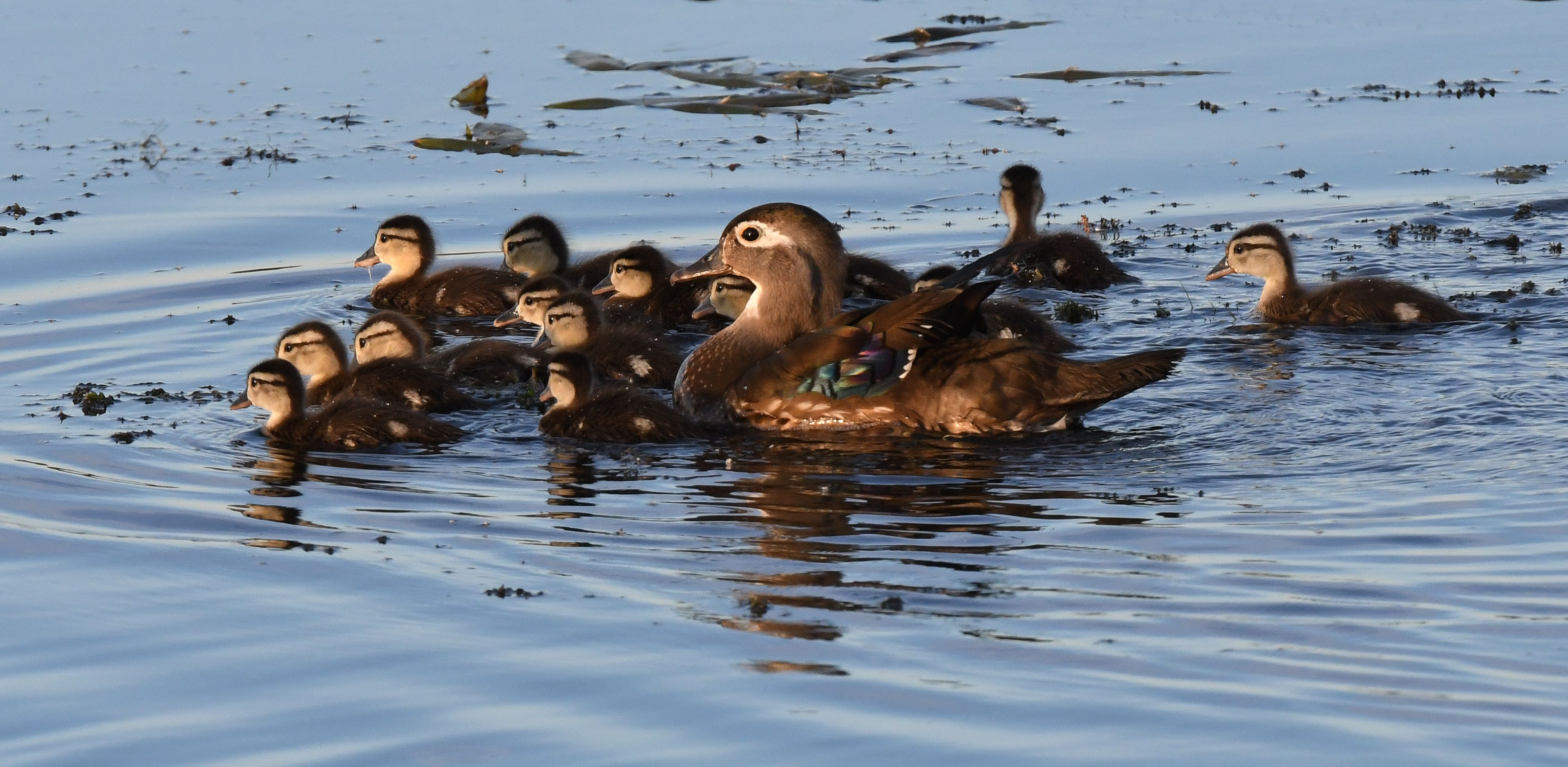
Hona med ungar.

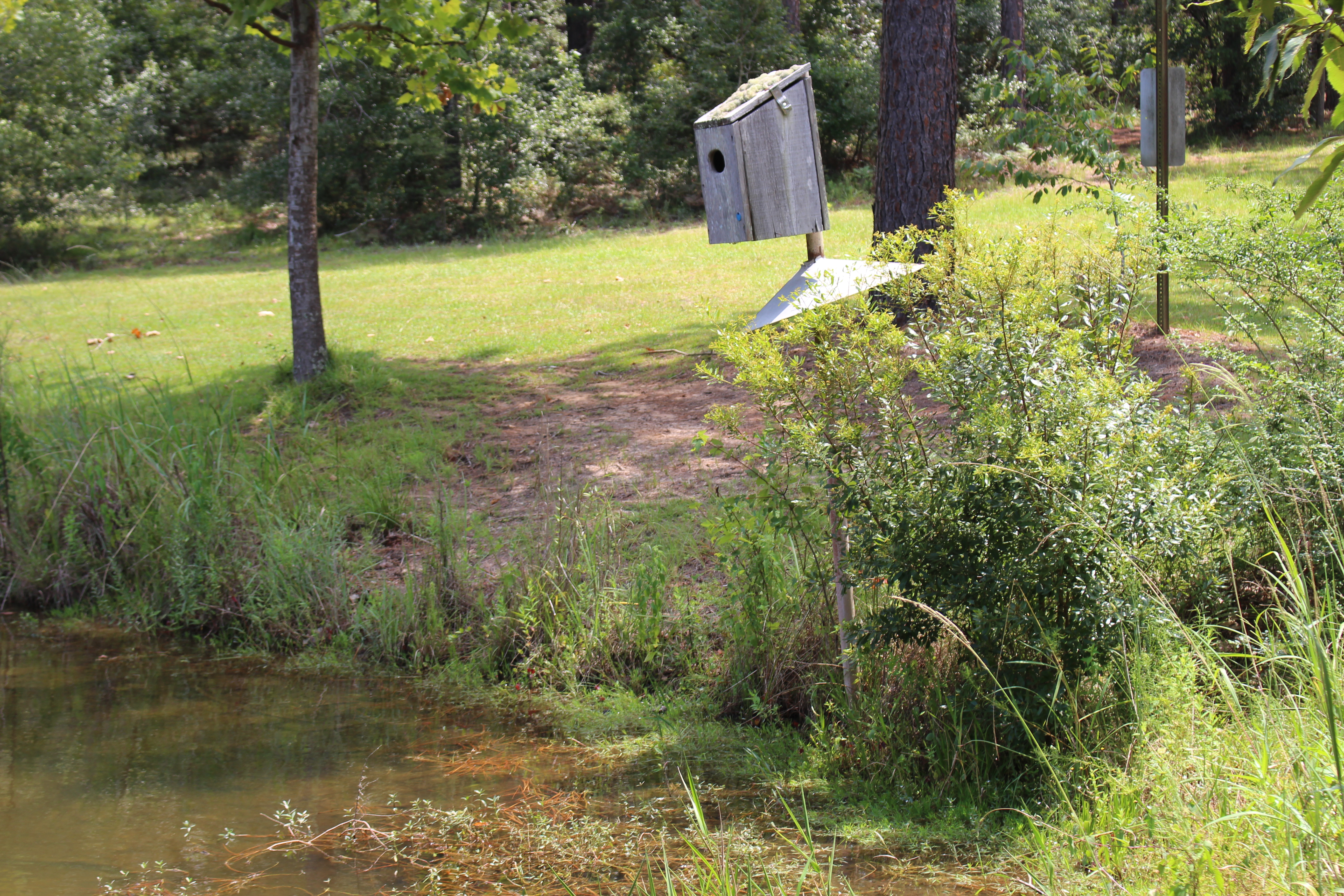
Holk avsedd för brudand.

## Status och hot
Arten har ett stort utbredningsområde och en stor population, och tros öka i antal. Utifrån dessa kriterier kategoriserar internationella naturvårdsunionen IUCN arten som livskraftig (LC).